# 1 Thing
Singles de Amerie
Talkin' to Me
(2003) Touch
(2005)
Pistes de bande originale Hitch, expert en séduction et Touch
All I Need
(2)
1 Thing est un single de la chanteuse américaine de RnB Amerie sorti en 2005. Le premier single du deuxième album d'Amerie, Touch, et le seul single de la bande-originale de la comédie romantique Hitch, expert en séduction, "1 Thing" fut 8e dans les charts aux États-Unis et 4e au Royaume-Uni, ce qui fit de lui le premier single d'Amerie à atteindre le Top 10 et son plus grand succès à ce jour. Le single fut certifié Platinum (plus de 200 000 copies vendues) par la RIAA et fit gagner à Amerie une nomination aux Grammy Awards 2006 pour la "Meilleure performance vocale pour une artiste R&B. 500 000 sonneries de 1 Thing furent aussi vendues, ce qui lui valut une certification Or de la RIAA.

## Thème et musique
"1 Thing" a été écrit par Amerie et Rich Harrison et est construit autour d'un échantillon de la chanson "Oh, Calcutta!" des The Meters qui fut sorti en 1970. Construit autour des percussions de cette dernière chanson, "1 Thing" montre Amerie qui se lamente sur un aspect de sa relation qui la satisfait. Même si d'autres facteurs sont moins que positifs, il y a une chose qui la laisse s'accrocher ("It's this one thing that's got me trippin…"). Amerie a dit que l'inspiration pour la chanson est venue d'une conversation qu'elle a eue avec Rich Harrison "à propos des relations entre les gens et le fait qu'il y ait toujours une chose qui vous garde attaché à quelqu'un. Quoi qu'ils fassent ou comment ils le font, il y a toujours une chose qui vous fait revenir vers eux. Amerie dit aussi au magazine Blender que "this one thing" pourrait être apporter des fleurs, ou quelque chose plus … physique. Les gens pensent que je suis juste cette fille sage, mais il y a d'autres faces de moi-même qu'ils ne voient pas."